# River Lune (vattendrag i Storbritannien, Durham)
River Lune är ett vattendrag i Storbritannien.   Det ligger i grevskapet Durham och riksdelen England, i den centrala delen av landet, 400 km norr om huvudstaden London.